# Bergen (Elsterheide)

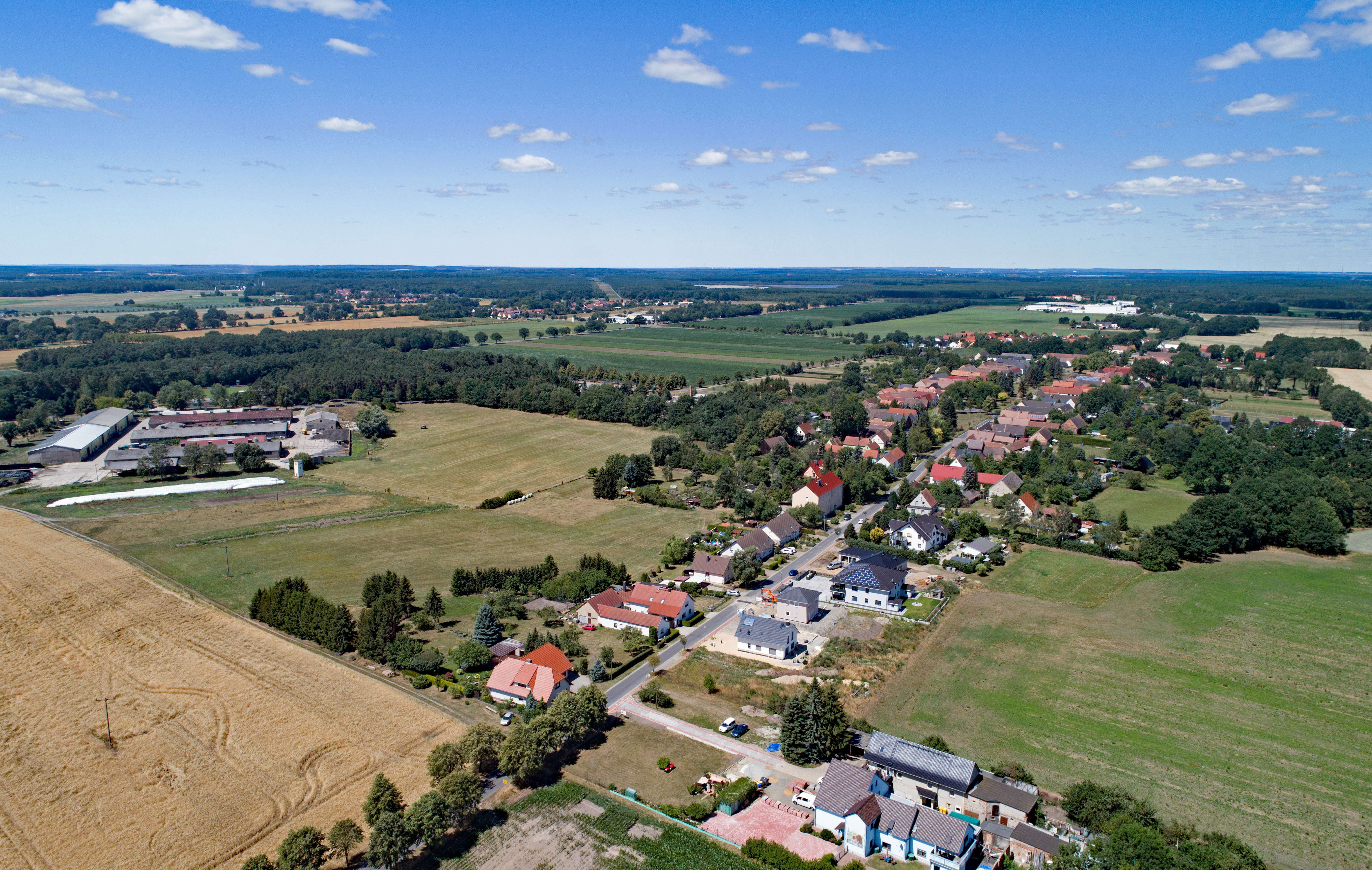
Luftbild

Bergen, obersorbisch Horyⓘ, ist Dorf der Gemeinde Elsterheide im Landkreis Bautzen in Sachsen, das zusammen mit dem benachbarten Neuwiese den Ortsteil Neuwiese/Bergen bildet. Der Ort gehört zum amtlichen sorbischen Siedlungsgebiet. In Bergen befindet sich die Gemeindeverwaltung der Gemeinde Elsterheide.

## Geografie
Bergen liegt in der Oberlausitz an der Grenze zur Niederlausitz und im Zentrum des Lausitzer Seenlandes. Umliegende Ortschaften sind Bluno im Norden, Seidewinkel mit dem Wohnplatz Klein Seidewinkel im Osten, der westliche Teil der Stadt Hoyerswerda im Süden, Neuwiese im Südwesten sowie Geierswalde und Klein Partwitz im Nordwesten.
Durch Bergen verläuft die Kreisstraße 9213, des Weiteren verläuft die sächsische Staatsstraße 234 von Hoyerswerda nach Senftenberg südlich an Bergen vorbei. Bergen liegt im Lausitzer Seenland sowie im ehemaligen Lausitzer Braunkohlerevier und ist im Norden vom Neuwieser See, vom Blunoer Südsee und vom Sabrodter See umgeben.

## Geschichte
Bergen wurde im Jahr 1744 erstmals urkundlich erwähnt und hieß damals Ober-Neuwiese. Der Name des Ortes bedeutet Ort auf den Bergen, da der Ort höher als das benachbarte Neuwiese liegt.
Bergen gehörte zum Zeitpunkt seiner Ersterwähnung zum Königreich Preußen. Bis zum 1. April 1936 war Bergen eine eigenständige Gemeinde, danach wurde der Ort in die Gemeinde Neuwiese eingemeindet. Am 25. Juli 1952 wurde der Ort dem Kreis Hoyerswerda zugeordnet und lag nach der Wende im Landkreis Hoyerswerda in Sachsen. Am 1. Juli 1995 wurde Neuwiese/Bergen zusammen mit den bis dahin eigenständigen Gemeinden Bluno, Geierswalde, Klein Partwitz, Nardt, Sabrodt, Seidewinkel und Tätzschwitz zur neuen Gemeinde Elsterheide zusammengelegt. Diese lag vom 1. Januar 1996 bis zum 31. Juli 2008 im Landkreis Kamenz, seit der sächsischen Kreisreform vom 1. August 2008 liegt die Gemeinde im Landkreis Bautzen.

## Bevölkerung und Sprache
Für seine Statistik über die sorbische Bevölkerung in der Oberlausitz ermittelte Arnošt Muka im Jahr 1884 eine Bevölkerungszahl von 285, davon waren 284 Sorben (99,6 %) und nur ein einziger Deutscher.